# 林登·约翰逊太空中心
林登·約翰遜太空中心（英語：Lyndon B. Johnson Space Center，简称）是美国国家航空航天局属下的一个机构，从1961年开始它负责协调管理美国的載人太空飛行任务，它位于德克萨斯州休斯敦。它是由約瑟夫·L·史密斯公司建造並出租給美国航天局的。1973年2月19日，美國參議院通過法案將其改名，以紀念已故的美國總統和德克薩斯州人林登·約翰遜。
美國國家航空航天局的任務控制總部位於林登·約翰遜太空中心。從1965年雙子星4號以來所有美國國家航空航天局的載人太空任務全部是從這裡指揮的。
最初的載人航天中心是由羅伯特·吉爾魯斯領導的太空任務組（STG）成立的。太空任務組的總部設在維吉尼亞州漢普頓指揮過水星任務的蘭利研究中心，組織上向位於華盛頓特區外的戈達德太空飛行中心報告。為滿足美國載人航天計劃不斷增長的需求，該計劃始於1961年。詹森太空中心建於1962-1963年，使用由萊斯大學捐贈給Humble Oil公司的土地，並於1963年9月正式建成。今天，詹森太空中心是NASA十個主要的郊外中心之一。
目前約翰遜太空中心負責監察國際太空站的狀態。此外約翰遜太空中心還有美國太空人訓練中心，整個設施佔地655公頃，有1.4萬多名職員。

## 历史

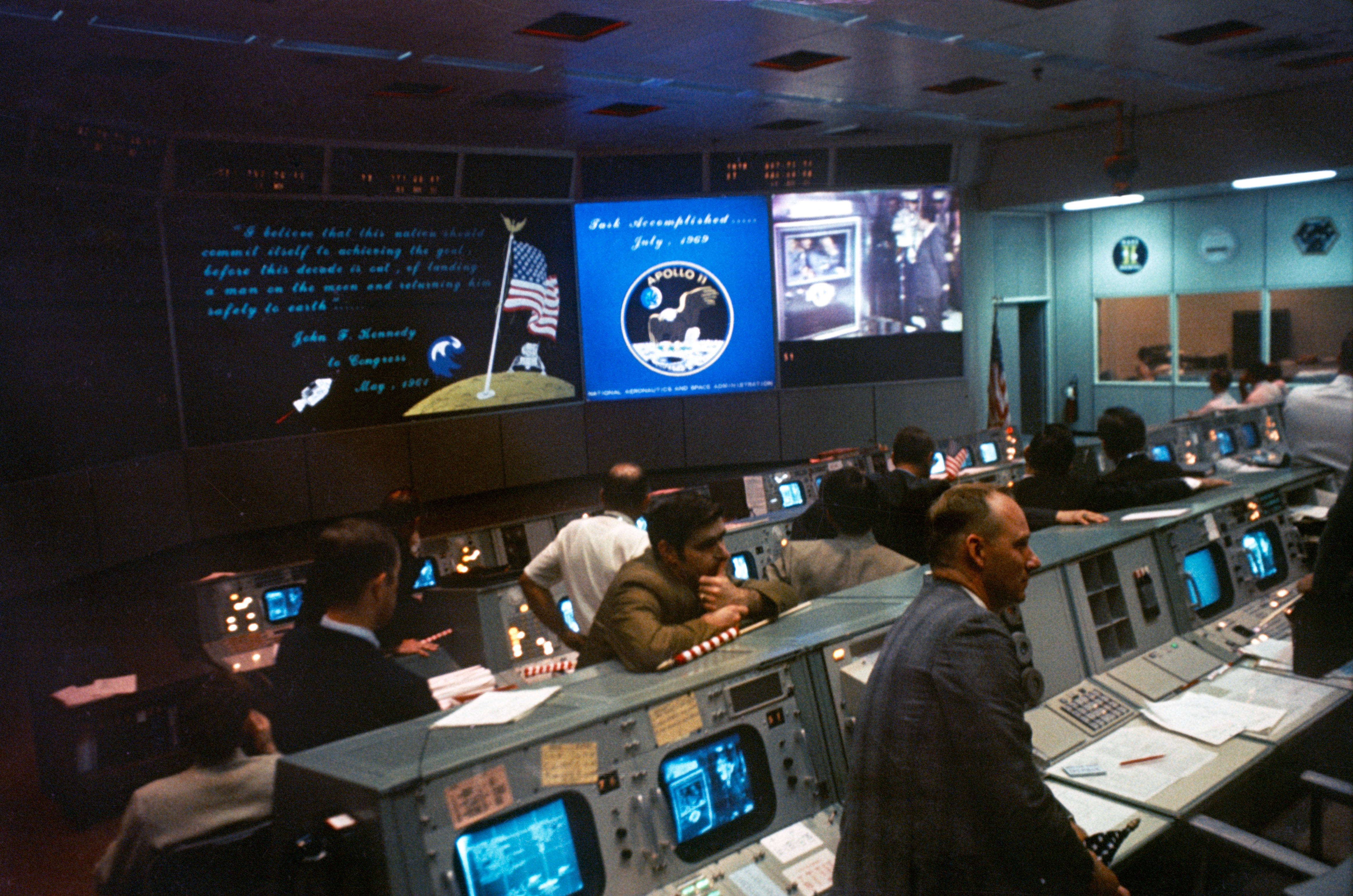
追蹤阿波羅十一號並保持通信聯係

1961年5月美国总统约翰·肯尼迪宣布美国将在一个十年内将人送上月球，然后再重新安全地将他返回地球后美国国家航空航天局开始筹备建立一个新的、集中和管理阿波罗计划的中心。
1961年8月美国国家航空航天局署長詹姆斯·韦伯组织了一个四人小组来寻找这个新中心的地址。一开始有23个候选地，小组对所有地点进行约两周的考察后还剩下了9个地方。
小组最赞成的地方是佛罗里达州坦帕的一个空军基地，此后是休斯敦和加利福尼亚州貝尼西亞的一个仓库。由于空军打消了关闭其基地的计划因此美国国家航空航天局决定新中心将在休斯敦建成。1961年9月19日詹姆斯·韦伯宣布此结果。三天后美国国家航空航天局的代表就已经进驻休斯敦了。
詹森太空中心的成立日是1961年10月24日，当时它的名字是载人宇航飞行中心。当日一个美国国家航空航天局的小组在市西的一座购货中心里的两个空着的衣店里设立了最早的办公室。休斯敦对于在本市建立这个中心极其热心。当地的公司免费地将这些屋子改造成办公室。大陸航空甚至将其空中小姐借给美国国家航空航天局作为招待员。
萊斯大学将一块空地送给了美国国家航空航天局，林登·詹森太空中心就是在这块地上建起的，此前这里是牧场。这块地位于休斯敦东南，本来属于一个小城，但是在1977年被并入休斯敦。此外美国国家航空航天局还买了一块240公顷的有高速公路连接的地。
在新中心建造过程中，为了尽快开始工作，林登·約翰遜太空中心向当地的公司借了十来座办公楼。比如休斯敦大学内部电视台的播音室被用作电脑中心。机器厂则暂时建在一个饮料厂中。大多数职员在一个老空军机场的棚子里工作。美国国家航空航天局内部有标有各处的地点的特别地图。
1962年3月1日林登·約翰遜太空中心的指导羅伯特·吉爾魯斯入驻他的办公室，林登·約翰遜太空中心开始运行。一年后新中心的计划工作完成，1962年12月其11座建筑开建。在林登·約翰遜太空中心建成后的第一年里它共有6000万美元的资金。一年后新中心建成，其2100名职员开始在新中心里工作。

### 站点选择
1961年，国会召开听证会，并通过了一项1962年NASA拨款法案，金额为17亿美元，其中包括为新建载人航天实验室拨款6000万美元。一套关于新选址的要求被制定出来，并发布给国会和公众。这些要求包括：能够通过大型驳船进行航运、气候适中、具备全天候商业喷气式飞机服务、拥有完善的工业综合体及配套的技术设施和劳动力、靠近具有文化吸引力的社区且邻近高等教育机构、拥有可靠的电力和供水系统，至少拥有1,000 acre（400 ha）的土地，以及符合某些特定的成本参数。1961年8月，韦伯（Webb）委托艾姆斯研究中心1961年8月，韦伯（Webb）委托艾姆斯研究中心（Ames Research Center）副主任约翰·F·帕森斯（John F. Parsons）领导一个选址团队，团队成员包括菲利普·米勒（Philip Miller）、韦斯利·霍尼维克（Wesley Hjornevik）和STG的施工工程师爱德华·坎帕尼亚（Edward Campagna）。该小组最初根据气候和水运标准列出了22个城市，然后将其缩减为9个靠近联邦设施的候选城市名单：
- 佛罗里达州杰克逊维尔（格林科夫斯普林斯 海军航空站（英语：Naval Air Station））
- 佛罗里达州坦帕（麦克迪尔空军基地）
- 巴吞鲁日
- 路易斯安那州什里夫波特 (巴克斯代尔空军基地)
- 德克萨斯州休斯敦 (圣哈辛托军火库（英语：San Jacinto Ordnance Depot）)
- 德克萨斯州维多利亚 (FAA机场；前福斯特空军基地)
- 德克萨斯州科珀斯克里斯蒂 (科珀斯克里斯蒂海军航空站（英语：Naval Air Station Corpus Christi）)
- 加利福尼亚州圣迭戈 (艾略特军营（英语：Camp Elliott）)
- 加利福尼亚州旧金山 (贝尼西亚军械库（英语：Benicia Arsenal）)[4]

随后又新增了14个候选地点，其中包括另外两个位于休斯敦的地点，因靠近莱斯大学而被选中。该小组于1961年8月21日至9月7日期间走访了全部23个候选地点。在这些考察过程中，马萨诸塞州州长约翰·A·沃尔普和参议员玛格丽特·蔡斯·史密斯率领的代表团施加了特别强烈的政治压力，甚至促使肯尼迪总统亲自向韦伯进行询问。来自密苏里州和加利福尼亚州候选地点的参议员和国会议员也同样游说了选址小组。支持波士顿（马萨诸塞州）、罗德岛州和弗吉尼亚州诺福克等地的倡导者也积极参与其中，甚至还专门向韦伯及总部工作人员进行单独陈述，促使韦伯将这些额外地点也纳入最终评估范围。

考察结束后，团队将坦帕的麦克迪尔空军基地（MacDill Air Force Base）确定为首选地点，原因是空军计划在那里关闭战略空军司令部的相关行动。休斯敦的莱斯大学场地排名第二，旧金山的贝尼西亚军械库位列第三。然而，在最终决定之前，空军决定不关闭麦克迪尔基地，将其排除在选址之外，莱斯大学场地因此上升为首选。韦伯于9月14日通过两份独立备忘录通知肯尼迪总统，这些决定由他与副管理员休·德赖登一份备忘录回顾了选址标准和程序，另一份则写道：“我们的决定是，该实验室应设在德克萨斯州休斯敦，紧邻莱斯大学及该地区的其他教育机构。”行政办公室和NASA提前通知了该授予决定，正式的选址公开宣布则于1961年9月19日进行。根据Texas A&M University历史学家Henry C. Dethloff的说法：“虽然休斯顿地点完全符合新中心所需的标准，但无疑得克萨斯州在这一决策中发挥了巨大的政治影响力。”林登·约翰逊（Lyndon B. Johnson）当时是副总统兼太空委员会主席，艾伯特·托马斯担任众议院拨款委员会主席，罗伯特·R·凯西和奥林·E·蒂格是众议院科学与宇航委员会成员，Teague主持载人航天小组委员会。最终，塞缪尔·雷伯恩是众议院议长。
新设施用地面积为1,000 acre（400 ha），由哈姆布尔石油公司 公司捐赠给莱斯大学（Rice University），位于休斯敦东南方向25 mi（40 km）的一片未开发区域，毗邻加尔维斯顿湾附近的清湖（加尔维斯顿湾）。当时，这片土地被用作放牧牛群。 在韦伯（Webb）宣布决定后，吉尔鲁斯（Gilruth）和他的团队立即开始策划从兰利（Langley）迁往休斯敦，初期将使用分散在11处的租赁办公和实验室空间，总面积将达到约295,996 sq ft（27,498.9 m2）。11月1日，任务组转变为约翰逊航天中心（JSC）的过程正式生效。